# Кострикин, Алексей Иванович
Алексей Иванович Костри́кин (12 февраля 1929, Большой Морец, Нижне-Волжский край — 22 сентября 2000, Москва) — советский и российский математик, специалист в области алгебры и алгебраической геометрии. Член-корреспондент Академии наук СССР (1976). Награждён Государственной премией СССР (1968).

## Биография
Родился в крестьянской семье — последний, десятый ребёнок. В 1947 году поступил в Саратовский университет, в 1951 году как лучший студент переведён на механико-математический факультет МГУ, который окончил в 1952 году. Ученик И. Р. Шафаревича, тема дипломной работы — «Конечные p-группы и кольца Ли». Продолжил образование в аспирантуре МИАН.
Кандидат физико-математических наук (1956), доктор физико-математических наук (1960). С 1963 года начал преподавать на механико-математическом факультете МГУ, с 1976 года — в должности профессора. Член-корреспондент АН СССР (1976). Научный сотрудник отдела алгебры Математического института имени В. А. Стеклова. Декан механико-математического факультета МГУ (1977—1980), член Учёного совета МГУ (1991). Заслуженный профессор МГУ (1998).
С 1972 года вплоть до самой своей смерти в 2000 году был заведующим кафедрой высшей алгебры мехмата МГУ.
Похоронен в Москве на Новодевичьем кладбище.

## Научная деятельность
Основные работы в следующих областях: конечные группы, неассоциативные алгебры, алгебры Ли, группы когомологий, комбинаторная теория групп и алгебр, теория представлений, целочисленные решётки.
Среди важнейших научных достижений А. И. Кострикина — решение ослабленной проблемы Бёрнсайда для простого показателя (1959), доказательство теоремы о существовании максимальной группы в множестве неизоморфных конечных групп с фиксированным числом образующих и с тождественным соотношением xp = 1, установление связи простых алгебр Ли с бесконечными алгебрами Картана и псевдогруппами Ли — Картана, получение описания простых алгебр с подалгебрами размерности, не превосходящей p−1.
Автор многочисленных статей, книг и учебников, в том числе — известного университетского учебника «Введение в алгебру», выдержавшего несколько переизданий и переведённого на многие иностранные языки, а также написанного совместно с Ю. И. Маниным учебника «Линейная алгебра и геометрия».

## Критика
В период руководства Кострикиным мехматом МГУ был зафиксирован ряд фактов сознательной дискриминации абитуриентов еврейского происхождения при сдаче вступительных экзаменов. Это стало одним из поводов распространения на Международном математическом конгрессе в Хельсинки в 1978 году письма «Положение в советской математике», подписанного 14 американскими математиками, в котором Кострикин был назван в числе ответственных за эту дискриминацию.
Мать одного из абитуриентов Юлия Ратнер сумела записать на диктофон свой диалог с Кострикиным, который в ответ на вопрос «Чем объяснить, что еврейские ребята, медалисты и лауреаты олимпиад, провалились на экзамене по математике?» ответил «Я не допущу на свой факультет ни евреев, ни татар!». Эта запись была продемонстрирована ею иностранным журналистам. В 1979 году Кострикин попытался даже проигнорировать прямой приказ Министерства высшего образования СССР зачислить на первый курс мехмата неоднократного победителя Всесоюзных математических олимпиад Илью Захаревича, однако в этом случае сопротивление Кострикина было сломлено

## Публикации
- Кострикин А. И. О проблеме Бернсайда // Изв. АН СССР. Сер. матем., 23:1 (1959), 3—34.
- Кострикин А. И., Шафаревич И. Р. Градуированные алгебры Ли конечной характеристики // Изв. АН СССР. Сер. матем., 33:2 (1969), 251—322.
- Кострикин А. И. Введение в алгебру. — М.: Наука, 1977. — 496 с.
- Кострикин А. И., Манин Ю. И. Линейная алгебра и геометрия. — М.: Наука, 1986. — 304 с.
- Кострикин А. И. Вокруг Бернсайда. — М.: Наука, 1986. — 232 с.